# 良設定問題
良設定問題（英: well-posed problem）とは数学の用語であり、ジャック・アダマールによって定義された。彼は、物理現象の数学的モデルは、以下の性質を持つべきであると考えた。
1. 解が存在する
2. 解が一意である
3. パラメタが連続的に変化したとき、解も連続的に変化する

## 概要
ある初期条件を与えたときの、ラプラス方程式におけるディリクレ問題や、熱方程式があげられる。このような問題は、問題を解く物理的な過程が存在するという意味で、'自然な'問題とみなすことができる。その一方で、熱方程式の逆問題とは、最終的なデータから過去の熱分布を推定する問題であるが、こうした問題は解がデータの小さな変化に敏感に依存するという意味で、良設定ではない。このように良設定でない問題は、不良設定問題（英: ill-posed problem）と呼ばれる。逆問題は不良設定であることが多い。

### 解法
こうした問題では、数値解を得るために連続的変数を離散化することが多い。関数解析の用語ではこうした問題も連続的とみなせるが、データの精度が有限であり誤差が含まれることから、数値解の安定性が問題になる場合もある。問題が良設定であったとしても、初期データでの小さな誤差が解の大きな誤差となる、不良条件(ill-conditioned)問題である場合もある。不良条件問題とは、条件数が大きいことで特徴づけられる。
問題が良設定であれば、数値安定的なアルゴリズムを用いて計算解が得られる可能性がある。良設定でない場合には、数値の扱いを工夫する必要がある。典型的には、解の連続性のような付加的な仮定を設定する。このような過程は正則化(regularization)と呼ばれ、ティホノフの正則化法は線形不良設定問題に対して用いられる最も一般的な方法である。